# Primula bathangensis
Primula bathangensis là một loài thực vật có hoa trong họ Anh thảo. Loài này được Petitm. miêu tả khoa học đầu tiên năm 1908.